# Skalensko Ezero
Skalensko Ezero (bulgariska: Скаленско Езеро) är en reservoar i Bulgarien.   Den ligger i regionen Sliven, i den östra delen av landet, 270 km öster om huvudstaden Sofia. Skalensko Ezero ligger 473 meter över havet.
Omgivningarna runt Skalensko Ezero är en mosaik av jordbruksmark och naturlig växtlighet. Runt Skalensko Ezero är det glesbefolkat, med 18 invånare per kvadratkilometer.